# Juden in Reutlingen
Die Geschichte der Juden in Reutlingen reicht vom mittelalterlichen Judenviertel am Marktplatz bis zum heutigen Gemeindezentrum der Israelitischen Religionsgemeinschaft Württembergs (IRGW), das am 7. September 2003 eingeweiht wurde. Betreut wird die neue jüdische Gemeinde von Rabbiner Pushkin. Eine mittelalterliche Synagoge bestand am Platz des späteren Gebäudes Kanzleistraße 2.

## Geschichte

### Mittelalter

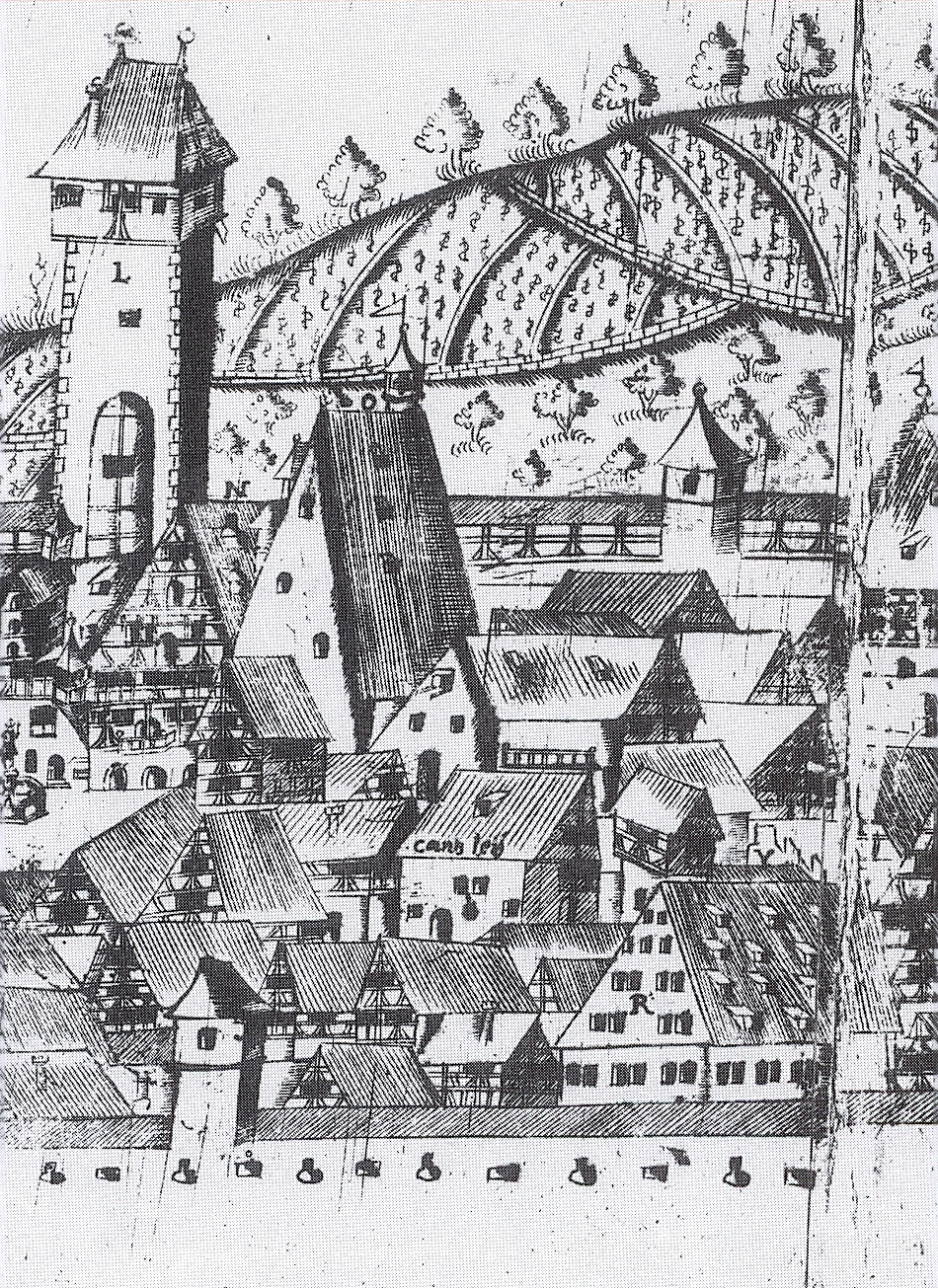
Reutlingen, Marktplatz mit Rathaus, rechts Bürgerhaus (steiler Giebel + Glockentürmchen auf d. Dachfirst), Kanzleigebäude, Königsbronner Klosterhof mit zinnenartigem Giebel u. turmähnlichem Gebäude.

Erstmals um 1329 ist in Reutlingen eine jüdische Gemeinde bezeugt, in diesem Jahr wurde ein Jude aus Reutlingen Bürger in Nürnberg. Es folgen in kurzem Abstand weitere Erwähnungen. 1330 überließ Ludwig der Bayer der Stadt Reutlingen gegen Zahlung von 3000 Pfund Heller auf vier Jahre Steuer, Juden und Gericht. Und als Graf Ulrich von Württemberg 1331 beurkundete, dass er auf seine Rechte an Reutlingen verzichtet habe, wurden neben dem Gericht und den Steuern ebenfalls die Juden genannt. 1334 quittierte ein in Reutlingen wohnhafter Jude namens Jakob Lange dem Abt Ulrich von Zwiefalten die Bezahlung einer Schuld. Und 1339 verkaufte David, ein Jude von Hagenau, ein Ewiggeld aus seinem Haus in Reutlingen.
Während die Pest 1347 in Südeuropa ihren Ausgang nahm und sich über einen Großteil des Kontinents ausbreitete – 1348 hatte sie bereits Süddeutschland erreicht – kam es in den betroffenen Regionen zu zahlreichen Pestpogromen. Dabei wurde den Juden vorgeworfen, sie hätten durch Brunnenvergiftungen den Schwarzen Tod verursacht. Auch in Reutlingen kam es am 8. Dezember 1348 zur Verfolgung der Juden. Von den Auswirkungen für die Verfolgten zeugt nur ein Eintrag im Deutzer Memorbuch, einem jener jüdischen Jahrbücher, die dem Totengedenken und in diesem Fall dem „Seelengedächtnis derjenigen Gemeinden, in welchem Märtyrer fielen“, dienten. Dort heißt es wörtlich: „Gott möge gedenken der Märtyrer in den Gemeinden von“, und dann folgen neben Reutlingen die Namen von zehn anderen württembergischen Städten, in denen es kurz hintereinander Pogrome gegeben hatte. Daraus ist zu schließen, dass überall dort Juden getötet wurden. Am 20. April 1349 gewährte Kaiser Karl IV. der Stadt (wie davor und danach auch anderen) eine Amnestie, mit der sie von jeglicher Schuld an dem sogenannten „Judenauflauf“ freigesprochen wurde. Zugleich übergab er den Grafen von Württemberg alle Güter, die die Juden zu Reutlingen zurückgelassen hatten. Die jüdischen Häuser – „es eien huser hofstet, die zee Rutligen gelgent sindt, Bettegewant, husgeschurie calinat“ – verkauften die Grafen an die Stadt Reutlingen für 1200 Gulden.
Nach dieser Verfolgung ließen sich Juden in Reutlingen erst wieder um 1371 nieder. In einem Zeugnis von diesem Jahr über den Verkauf eines Ewiggeldes aus einem Haus in der Vochezengasse wird ein im Nebenhaus verstorbener „Hans der Jude“ erwähnt. 1377 erließ Karl IV. der Stadt Reutlingen die noch ausstehenden Judengelder, d. h. die besonderen gegen Juden erhobenen Abgaben wurden ihr überlassen. 1424 wird eine Judengasse genannt, die auf der heutigen Rebentalstraße und einem Stück der Kanzleistraße zwischen Reutlinger Marktplatz und Oberamteistraße verlief.
Irgendwann zwischen 1424 und 1476 sind die Juden dann wieder vertrieben worden. Dies ist daraus zu schließen, dass Friedrich III. der Stadt Reutlingen in diesem Jahr befahl, Juden aufzunehmen, was auch geschah. Erneut ausgewiesen wurden sie 1495 – mit der ausdrücklichen Genehmigung von Kaiser Maximilian I., der der Stadt Reutlingen einräumte, dass sie die Juden, „so yetzo bey Inen […] gesessen vnnd wonnhafftig seyen, vrlauben vnnd aus der Statt daselbs zuiehen gebitten vnnd zwinngen“ dürfe. Im Jahr 1516 zog Maximilian schließlich das Resümee, dass die 21-jährige Abwesenheit der Juden für die Stadt Reutlingen und die Reutlinger Bürger von Nutzen gewesen sei, und erlaubte der Stadt, auf ewige Zeiten keine Juden in Reutlingen „einkommen oder wohnen zu lassen“, auf dass „der Juden hausheblichen wonungen bey inen und in der Stadt Reutlingen frey seye“.
Wo sich die Synagoge befand, ist nicht eindeutig klar, es gibt keine zeitgenössischen Zeugnisse hierüber. Erst im 16. Jahrhundert machte Martin Crusius Angaben über den einstigen Standort des Gotteshauses, „nach Aussage der Alten“. Demnach war sie am Platz des späteren Gebäudes Kanzleistraße 2. In dem Gebäude soll sich später die Zunftstube der Schuster befunden haben. Die Stadtgeschichtsforscher halten diese Quelle für verlässlich. Dann wäre die Synagoge allerdings noch vor der durch Maximilian I. im Jahr 1495 verfügten Ausweisung der Juden aus der Stadt von diesen nicht mehr genutzt worden. Denn ein Jahr zuvor ist eine Schlägerei in der Zunftstube dokumentiert. Vom Ende des 15. Jahrhunderts bis in die zweite Hälfte des 19. Jahrhunderts lebten keine Juden in Reutlingen.
Für das Jahr 1736 ist bezeugt, dass an Christian Gottlieb Bleibtreu in der Reutlinger Marienkirche die Taufe vollzogen wurde.

### Neuzeit bis zur Weimarer Republik
In der frühen Neuzeit hat es zahlreiche Geschäftsbeziehungen von Reutlinger Bürgern mit auswärtigen Juden gegeben. Diesen war aber der Aufenthalt in der Stadt auf einen Tag beschränkt und für solches „Judengeleit“ mussten sie einen Leibzoll entrichten. Erst mit Einführung der Gewerbefreiheit in Württemberg am 18. Februar 1862 durften sich jüdische Kaufleute in Reutlingen niederlassen. Bis dahin hatten das die Reutlinger Zunfthäuser „erfolgreich verhindert“. Zwei Familien aus Wankheim waren die ersten Juden, die in Reutlingen ansässig wurden; eine war Familie Spiro. Die Tübinger Synagoge diente den „Rückkehrern“ als Gotteshaus. Um 1900 kamen „Ostjuden“ aus Galizien in die Stadt. Ein Großteil der nun wiedererstarkten jüdischen Bevölkerung waren Kaufleute, die mit Bekleidung, Schuhwaren, Nahrungsmitteln und Vieh Handel trieben. Außerdem gab es einzelne Fabrikanten und Beamte, die der städtischen Oberschicht angehörten. In der Weimarer Republik lebten rund 85 Personen jüdischer Konfession in Reutlingen. In den ersten Jahren des Nationalsozialismus bestand die jüdische Gemeinde noch aus mindestens 74 Menschen. In Reutlingen tätig waren über 100 Jüdinnen und Juden, darunter befanden sich viele Studierende des Staatlichen Technikums für Textilindustrie.

### Unter dem Nationalsozialismus
Im Juli 1935 wurde in der Wilhelmstraße zwischen den jüdischen Geschäften „Kronenladen“ (Nr. 17–23) und „Kaufhaus der Einheitspreise – Kadep“ (Nr. 18–20) ein Transparent gespannt, auf dem zu lesen war: „Wer beim Juden kauft, ist ein Volksverräter“. Der Textilladen Kronenladen gehörte bis 1936 der Stuttgarter Firma Landauer AG und das Kadep war von 1932 bis 1936 Eigentum der Stuttgarter Kaufleute Max Feldmann und Samuel Tanne. Das Reutlinger Tagblatt nahm am 13. Juli 1935 zu der antisemitischen Aktion Stellung:

„Diese Aufforderung richtet sich an alle diejenigen, die immer noch nicht begriffen haben, um was es bei der Ausmerzung einer artfremden Rasse aus dem deutschen Volkskörper geht. Es gibt sogar solche, die in jüdischen Geschäften kaufen nicht etwa nur aus Gleichgültigkeit sondern aus einem gewissen Oppositionsgeist.“

1933 und 1934 gaben verschiedene jüdische Kaufleute ihr Geschäft auf und wanderten mit ihren Familien aus. So verzichteten die Geschwister des Geschäftbegründers David Abosch darauf, das von ihren Eltern vererbte Schuhgeschäft in der Wilhelmstraße 31 zu übernehmen, und wanderten nach Palästina aus. Ebenso deren Cousine Berta Schnebalg, die ihre „Schuhklinik“ in der Metzgerstraße veräußerte. Das Schuhgeschäft in der Wilhelmstraße 31, das von David Abosch gegründet worden war, wurde dann von Heinrich Rosenrauch mit seiner Mutter Frime noch weiterbetrieben.
Auch die Familie Abraham ging nach Palästina, nachdem Julius Abraham – Inhaber eines Inkasso-Büros – von April bis August 1933 im Konzentrationslager Heuberg (1933) gewesen war. Leon und Sofie Wrubel veräußerten ihr Herrenkonfektionsgeschäft „Goldene 22“ und wanderten in die Schweiz aus, vorher mussten sie noch 41 000 Mark Reichsfluchtsteuer bezahlen. Die Familie Elsässer verkaufte Anfang 1934 ihre Ölgroßhandlung und zog nach Palästina. Bis 1934 wanderten 24 Reutlinger jüdischer Herkunft aus.
Das Gesetz zur Wiederherstellung des Berufsbeamtentums traf in Reutlingen verschiedene Juden, so Egon Gottschalk, der evangelisch getauft war und als Amtsrichter aus dem Staatsdienst entlassen wurde. Er versuchte noch als Rechtsanwalt weiter in Reutlingen zu arbeiten, wanderte aber dann doch noch mit seiner Familie im September 1934 nach Brasilien aus. Der Studienrat Hans-Martin Berger war Lehrer am Gymnasium und wurde entlassen. Er versuchte als Privatlehrer in Reutlingen zu arbeiten, ging aber im Jahre 1937 an eine jüdische Schule nach Danzig und dann nach England. In der Nachkriegszeit kehrte er nach Reutlingen zurück und wurde Lehrer am Kepler-Gymnasium. Der Chemiker H. Kauffmann war Professor am Technikum für Textilindustrie, bevor er entlassen wurde. Er kam 1921 als hauptamtlicher Lehrbeauftragter der chemisch-technischen Abteilung an das Reutlinger Technikum für Textilindustrie, im November 1922 wurde er dort in das Beamtenverhältnis übernommen, behielt aber weiter seinen Lehrauftrag an der Technischen Hochschule Stuttgart bei. Den Eheleuten Kauffmann gelang 1939 die Auswanderung in die USA.
Im Oktober 1937 verkaufte Samuel Kahn sein zentral am Marktplatz gelegenes Kaufhaus, das er seit 1911 geleitet hatte, an Walter Törber, der Parteigenosse und SA-Obersturmführer war. Zuvor hatte man dem 67-jährigen Kahn den Vorwurf der Rassenschande gemacht. Er habe sexuelle Beziehungen mit arischen weiblichen Angestellten seines Betriebes gehabt.
In der Pogromnacht 1938 wurden zwei jüdische Geschäftsleute aus dem Bett geholt und deren Ladeneinrichtungen zerstört, so das Elektrogeschäft von Willy Salmon und der Schuhladen von Heinrich Rosenrauch, der am nächsten Tag in das KZ Dachau deportiert wurde.
Salomon Spiro und Frau waren unter den ersten Juden gewesen, die 1864 nach Reutlingen gezogen waren. Ihre vier Kinder wurden alle in Reutlingen geboren, die beiden Töchter Alice und Martha blieben in Reutlingen und arbeiteten als Kontoristinnen in Reutlinger Firmen. Salomon Spiro betrieb in seinem Haus Unter den Linden 31 eine Viehhandlung. Der Viehstall wurde von Spiro 1931 zu einer Autogarage für zehn bis zwölf Autos umgebaut. Mit der Verordnung zur Ausschaltung der Juden aus dem deutschen Wirtschaftsleben vom 12. November 1938 durfte Spiro die Garage nicht mehr vermieten und die Familie musste ihren Besitz verkaufen. Der Erlös für ihren Besitz kam auf ein Sperrmark-Konto, von dem sie monatlich nur einen kleinen Betrag abheben durften, so dass eine Auswanderung nicht finanziert werden konnte. Die Eheleute Spiro wurden im Sommer 1942 ins KZ Theresienstadt deportiert, wo beide im Sommer 1943 verstarben. Die Tochter Alice Spiro war durch ihre Mischehe mit Walter Wieland geschützt, während ihre Schwester Martha am 1. Dezember 1941 von Stuttgart aus ins KZ Jungfernhof bei Riga deportiert und im März 1942 bei einer Massenhinrichtung von der SS erschossen wurde. Gemäß der von Heinrich Himmler eingeführten Dienstverpflichtung für männliche „Mischlinge I. Grades und jüdisch Versippte“ musste Walter Wieland, der Ehemann von Alice, sich im Oktober 1944 zum Sonderkommando J bei der Organisation Todt melden. Mit einem Attest der Ärztin Dr. Luitgard Schneider ging Wieland, begleitet von seiner Schwiegertochter, nach Stuttgart zur Gestapo, die ihn vorübergehend zurückstellte.
Insgesamt wurden mehr als 50 Personen jüdischer Herkunft ermordet, die in Reutlingen gewohnt hatten. Werden die jüdischen Technikums-Studenten dazugezählt, sind es 70 Opfer. Nur acht Reutlinger Jüdinnen und Juden haben das KZ überlebt.

### Gegenwart
Im Mai 1987 wurde gegenüber der Stadtbibliothek und Volkshochschule Reutlingen ein Denkmal angebracht mit folgender Inschrift, das nach dem Entwurf einer 12-jährigen Reutlinger Schülerin im Rahmen eines Schülerwettbewerbs gestaltet wurde:
- Nicht vergessen hoffen
- zur Erinnerung
- an unsere Reutlinger
- jüdischen Mitbürger

Seit den 1990er-Jahren sind Juden aus den GUS-Staaten nach Reutlingen gekommen; seit 2003 leben etwa 120 Mitglieder der Israelitischen Religionsgemeinschaft Württembergs in Reutlingen oder in unmittelbarer Nähe. 2003 wurde das Gemeindezentrum mit Betsaal errichtet. Die Reutlinger Synagoge wurde am 7. September 2003 eingeweiht. Der Thoraschrein und das Vorlesepult wurden von dem israelischen Künstler Jakob Abitbol, der in Schwäbisch Hall lebt, geschaffen. Bei der Einweihung waren auch der Leiter des Reutlinger Heimatmuseums Dr. Werner Ströbele in Vertretung der Oberbürgermeisterin Barbara Bosch anwesend. Auch der Fraktionsvorsitzende der SPD im Reutlinger Gemeinderat Ulrich Lukaszewitz war als Dienstältester des Gemeinderats bei der Einweihung anwesend.
Neben der orthodox geführten Einheitsgemeinde IRGW im Großraum Stuttgart, die auch für die Gemeinde in Reutlingen zuständig ist, gibt es seit Juni 2020 in Reutlingen die Liberale & Egalitäre Jüdische Gemeinde Ner Tamid b’Keramim e. V.